# Ким Джунсу
Ким Джун Су (кор. 김준수?, 金俊秀?, также известен под псевдонимом Сиа, кор. 시아; род. 1986) — корейский певец и автор песен, член группы JYJ.

## Биография
Мать Джунсу — певица и бывшая «Мисс Корея». Талант Кима был обнаружен представителями SM Entertainment, когда ему было 12 лет. Прежде чем попасть в DBSK, Джунсу проходил обучение в SM Entertainment в течение 6 лет. В детстве он хотел быть футболистом, но однажды, учась в начальной школе, увидел по телевизору группу H.O.T с их знаменитой песней Candy и его новой мечтой стала карьера певца.
В группе Джунсу делил место главного солиста с Джэджуном. В 2007 году Джунсу отобрали в качестве участника группы Anyband, которая была сформирована компанией Samsung для рекламы мобильных телефонов. Кроме него в группу входили такие звёзды корейской эстрады как BoA, Джин Бора и Tablo (Epik High). В ноябре того же года Anyband выпустили дебютный сингл.

## Работы

### Актёр
- 2006 SBS’s Banjun Theater: Tokyo Holiday
- 2006 SBS’s Banjun Theater: Dangerous Love
- 2006 SBS’s Banjun Theater: Uninvited Guest
- 2006 SBS’s Banjun Theater: The Most Unforgettable Girl in My Life
- 2006 Vacation
- Dating on Earth (Съёмки закончены в 2006, но фильм вышел на DVD только в 2010 году)
- 2010 мюзикл Mozart! (Вольфганг Амадей Моцарт)
- 2011 мюзикл Слёзы небес
- 2012 мюзикл Elisabeth (Смерть)
- 2013 мюзикл Elisabeth (Смерть)
- 2013 мюзикл December
- 2014 мюзикл Dracula (Дракула)
- 2015 мюзикл Death Note (L)
- 2018 мюзикл Элизабет (Смерть)
- 2019 мюзикл Легенда о короле Артуре (король Артур)
- 2020 мюзикл Mozart! (Вольфганг Амадей Моцарт)

### Сольная дискография
- 2006: Timeless (совместно с Чжан Лиинь)
- 2007: AnyBand — Anyband
- 2006: Beautiful Thing (саундтрек к фильму Vacation)
- 2008: If…!?/Rainy Night (один из сингловых дисков, входящих в коллекцию из пяти дисков-синглов с общим названием TRICK)
- 2012: Первый сольный альбом XIA Tarantallegra с заглавным треком «Tarantallegra»
- 2013: Второй сольный альбом XIA Incredible с заглавным треком «Incredible»
- 2015: Третий сольный альбом Flower

### Поэт/композитор
- Picture of You (корейский альбом MIROTIC, версия C) (написал слова)